# Mablung
Mablung (traducido como «el de la mano pesada» del sindarin) es un personaje ficticio que forma parte del legendarium creado por el escritor británico J. R. R. Tolkien y que aparece en sus novelas póstumas El Silmarillion y Los hijos de Húrin. Es un elfo del clan Sindar, habitante del bosque de Doriath, primer capitán de las huestes del rey Thingol y guardián de las fronteras del reino.
Participó en la caza del lobo Carcharoth, de cuyas entrañas recuperó el Silmaril que se había tragado, y unos años después se vio involucrado en el destino de los hijos de Húrin, acompañando a Morwen y Niënor hasta el destruido reino de Nargothrond, perdiendo a esta última cuando cerca de allí cayó bajo el encantamiento del dragón Glaurung y causando involuntariamente el suicidio de Túrin al confirmarle sus sospechas de que se había enamorado y casado con su desaparecida hermana. En sus últimos días, tras la muerte del rey Thingol y la marcha de la reina Melian, se hizo cargo de la protección del Silmaril y murió durante el saqueo de Doriath por parte de los enanos de Nogrod.
Su aparición en el legendarium de J. R. R. Tolkien es temprana, estando presente en las versiones originales de las historias de El Silmarillion y en futuras reescrituras como «Quenta» o «Quenta Silmarillion», que fueron publicadas de forma póstuma por el tercer hijo y principal editor del autor, Christopher Tolkien, en los distintos volúmenes de La historia de la Tierra Media. Estaba presente en la primera versión de la historia de Beren y Lúthien, escrita en 1917 bajo el título «El cuento de Tinúviel», y en «El Nauglafring», otro relato que junto con el anterior formaba parte de El libro de los cuentos perdidos. Sin embargo, el personaje no sería incluido en la historia de los hijos de Húrin, donde tiene un mayor papel, hasta principios de los años 1950, cuando el autor revisó y reescribió una vieja cronología de la Primera Edad del Sol a la que llamó «Los anales de Beleriand o los anales grises».

## Historia
En la primavera del año 20 de la Primera Edad del Sol, Mablung acudió en representación de Thingol y junto a Daeron a una fiesta celebrada por el rey Fingolfin de los Noldor y que fue conocida como la Mereth Aderthad («fiesta de la reunión»).
Muchos años después, la hija de Thingol, Lúthien, escapó de Doriath para buscar a su amado Beren, quien había ido a Angband con el fin de arrebatar al vala Morgoth uno de los Silmarils que llevaba en su corona. Thingol envió a varios mensajeros, entre los que estaba Mablung, hacia Himring para pedir ayuda a Celegorm en la búsqueda de su hija; sin embargo, el lobo Carcharoth, quien ya se había encontrado con Beren y Lúthien y le había arrancado al primero la mano para arrebatarle el Silmaril, atacó las fronteras de Doriath movido por el tormento que le provocaba la joya en su estómago y sólo Mablung logró volver hasta Thingol. Junto al perro Huan, el elfo Beleg, Beren y Thingol, participó en la caza de Carcharoth, quien acabó muriendo a manos del primero y Mablung le abrió el vientre para sacar el Silmaril.
Cuando el elfo Maedhros organizó una alianza para atacar a Morgoth y Thingol rechazó ofrecer su ayuda, Mablung y Beleg pidieron permiso al rey para acudir a la guerra y éste se lo concedió siempre y cuando no se unieran a las tropas de alguno de los hijos de Fëanor; de esta forma, Mablung participó en la llamada Nírnaeth Arnoediad, la quinta batalla de Beleriand, en el 473 P. E. y uniéndose a la hueste de Fingon.

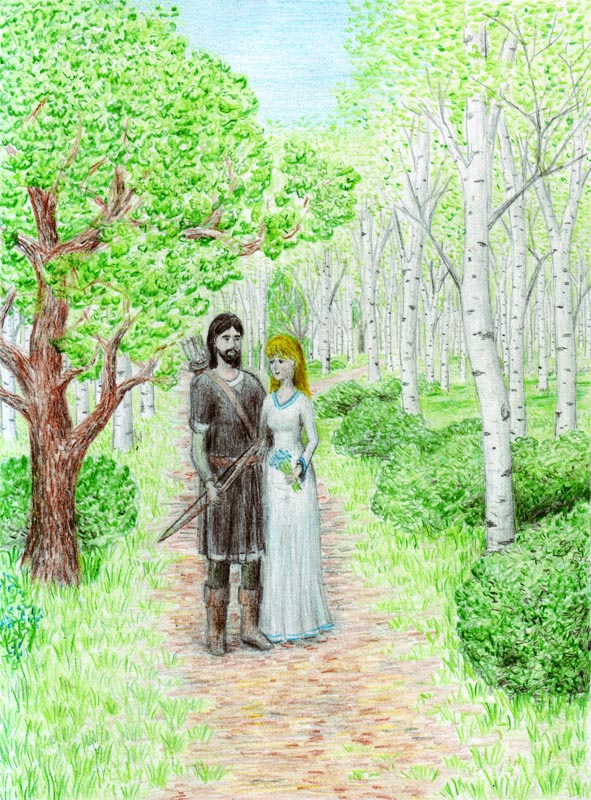
Túrin y Niënor en el bosque de Brethil.

Tras su regreso de la guerra y en algún momento indeterminado de los siguientes once años, Mablung entabló amistad con el adan Túrin. Una noche éste fue a cenar a Menegroth y escuchó como el elfo Saeros se burlaba del pueblo de Hithlum, al cual él pertenecía; enfurecido, Túrin le lanzó una copa a la cara y sacó su espada, pero Mablung le detuvo y recriminó a Saeros por su actitud. A la mañana siguiente, el elfo atacó a Túrin y acabó muriendo al huir de él. Mablung le aconsejó que regresara a Menegroth, pues contaba con testigos y el rey le perdonaría por su acto, pero Túrin creyó que no sería juzgado neutralmente y huyó de Doriath.
Morwen, la madre de Túrin, y su hermana, Niënor, llegaron al bosque años después, pero la primera partió de nuevo hacia Nargothrond al escuchar las noticias de su destrucción y la presencia de su hijo allí. Thingol envió tras sus pasos a una compañía de elfos dirigida por Mablung con el fin de ayudarla y protegerla, a quienes siguió Niënor a escondidas. Cerca de Nargothrond y ante los malos presagios de Mablung, madre e hija fueron retenidas en Amon Ethir mientras el capitán rastreaba el destruido reino en busca de enemigos. El dragón Glaurung se encontraba allí y atacó a Mablung, pero logró escapar y adentrarse en el reino al ver que la criatura se marchaba hacia Amon Ethir. Tras explorar Nargothrond se dispuso a regresar junto a su compañía, escondiéndose al cruzarse de nuevo con Glaurung, y encontró sola a una inmóvil Niënor que había sido hechizada por el dragón. Dando al resto por muertos, se dirigieron a Doriath y se encontraron con tres supervivientes de la compañía por el camino. Un grupo de orcos les atacó en las fronteras del bosque y Niënor se internó en él, de forma que ya no pudieron encontrarla. Mablung regresó abrumado a Menegroth y les explicó a Thingol y a Melian lo ocurrido, quienes comprendieron la situación y no le reprocharon las pérdidas de Morwen y Niënor, aunque él no se dio descanso y pasó los siguientes tres años buscando a la joven.
Al llegar a él noticias sobre la presencia de Túrin en Brethil y al ver entrar a Glaurung en el bosque, Mablung se dirigió hacia allí y encontró a su viejo amigo, a quien le contó lo sucedido con su madre y su hermana y ante lo cual se marchó deprisa. Mablung le siguió y al llegar a Cabed-en-Aras se encontró con los cadáveres de Glaurung y de Túrin, quien se había suicidado al descubrir que su esposa era en realidad su hermana perdida.
Años después el rey Thingol fue asesinado por los herreros naugrim y Melian le pidió a Mablung, antes de marcharse de la Tierra Media, que se encargara de custodiar el Silmaril y de avisar a su hija y a Beren de la noticia. Con la muerte de Thingol y la partida de Melian desapareció la Cintura, la protección que la maia creó en torno a Doriath, y los enanos tuvieron vía libre para entrar, saqueando las estancias de Menegroth y dando muerte a Mablung para apoderarse del Silmaril y del Nauglamír, la joya que había causado la disputa entre el rey y los naugrim y que ahora se encontraba unida a la primera.

## Creación y desarrollo
J. R. R. Tolkien mencionó por primera vez a Mablung en «El cuento de Tinúviel», un relato escrito en 1917 que pasó a formar parte de El libro de los cuentos perdidos publicado de forma póstuma por el tercer hijo y principal editor del autor, Christopher Tolkien, y que supuso la primera versión de la historia de Beren y Lúthien. En un primer momento el personaje no aparecía en el cuento y su papel, incluyendo su participación en la cacería del lobo Carcharoth (llamado Karkaras aquí), era desempeñado por el hermano de Lúthien: Tifanto. Sin embargo, J. R. R. Tolkien había contado en los pasajes anteriores a la persecución del lobo como Tifanto se había perdido cuando salió en busca de su hermana tras su desaparición y decidió sustituirlo por Mablung al descubrir esta contradicción, quien era aquí «jefe de los vasallos» de Thingol (llamado Tinwelint aquí) y no su principal capitán. En los últimos pasajes de «El cuento de Tinúviel» mencionó además como Mablung partió de cacería, en vez de permanecer en Doriath, junto al perro Huan, quien en esta versión no falleció a causa de las heridas que le provocó Carcharoth. El autor continuó esta historia en «El Nauglafring», otro relato de El libro de los cuentos perdidos, donde contó como Mablung y Huan regresaron a Doriath para asistir a una fiesta celebrada por Thingol en conmemoración por la muerte del lobo Carcharoth.
Desde mediados de los años 1920 hasta principios de los años 1930, J. R. R. Tolkien escribió un poema aliterado basado en «El cuento de Tinúviel» y titulado «La balada de Leithian». El autor tenía por costumbre interrumpir la composición de sus obras para escribir una serie de notas o esbozos sobre cómo debía continuar la historia que estaba contando; si bien Mablung no fue nombrado en «La balada de Leithian», su aparición sí estaba programada en dos de estos esbozos. En el primero mencionó el pasaje en el que Mablung y una embajada enviada por Thingol acudieron a hablar con Celegorm y Curufin sobre la desaparición de Lúthien; no obstante, en él se dirigieron a Aglon en vez de a Himring y no explicó concretamente si el ataque de Carcharoth (llamado Carcharas aquí) se produjo en las fronteras de Doriath. En el segundo esbozo, Tolkien mencionó a Mablung como el «guerrero jefe» de Thingol y como uno de los combatientes de la batalla producida en las fronteras del bosque entre el ejército de Doriath y las huestes del orco Boldog. El personaje apareció de nuevo en los pasajes dedicados al ataque a la embajada, que esta vez sí se produjo concretamente en Doriath, y a la caza de Carcharoth.
En 1930, Tolkien reescribió y amplió un escrito que había elaborado cuatro años atrás, «Esbozo de la mitología», donde resumía las historias de El libro de los cuentos perdidos con la intención de explicar a Richard W. Reynolds, su antiguo profesor en Birmingham, Midlands Occidentales (Inglaterra), el contexto del poema «La balada de los hijos de Húrin». El nuevo manuscrito fue bautizado como «Quenta» y, en él, permanecieron las intervenciones de Mablung en la batalla contra las huestes de Boldog y en la cacería de Carcharoth, aunque ya en esta versión no se marchó con Huan. Su papel en la historia fue ampliado en este manuscrito, donde pasó a participar en la Nírnaeth Arnoediad junto a Beleg.
Tras la publicación de la novela El hobbit (1937), revisó y amplió «Quenta», llamándolo en esta ocasión «Quenta Silmarillion» y aproximándose cada vez más en la narración a la de El Silmarillion; en este nuevo escrito, Mablung tan sólo es mencionado por su presencia en Nírnaeth Arnoediad.
Entre 1950 y 1951, una vez finalizada la composición de El Señor de los Anillos, el autor revisó en profundidad y por segunda vez «Anales de Beleriand», una cronología de los acontecimientos más importantes que ocurrieron durante la Primera Edad del Sol del legendarium, escrita a principios de los años 1930 y revisada al final de dicha década, llamando a la nueva obra «Los anales de Beleriand o los anales grises». En ella mencionó aquí y por primera vez la presencia de Mablung en la Mereth Aderthad y en la historia de los hijos de Húrin tal y como apareció posteriormente en El Silmarillion, pues esta obra fue usada en gran parte por Christopher Tolkien para elaborar dicha novela; según esta cronología, el viaje a Nargothrond de Mablung tuvo lugar en el 496 de la Primera Edad del Sol, mientras que su llegada a Brethil y la muerte de Túrin ocurrieron tres años después. J. R. R. Tolkien conservó además la participación del elfo en la caza de Carcharoth y en la Nírnaeth Arnoediad. Durante los años 1950 continuó desarrollando esta historia y los pasajes donde aparece Mablung fueron extendidos, aunque sin apenas cambios en la trama.